# Kanton Dieppe-Est
Der Kanton Dieppe-Est war von 1982 bis 2015 ein französischer Wahlkreis im Arrondissement Dieppe, im Département Seine-Maritime und in der Region Haute-Normandie; sein Hauptort war Dieppe.

## Gemeinden
Der Kanton bestand aus einem Teil der Stadt Dieppe (angegeben ist hier die Gesamteinwohnerzahl der Stadt, im Kanton lebten etwa 11.900 Einwohner) und sieben weiteren Gemeinden:
| Gemeinde           | Einwohner Jahr | Fläche km² | Bevölkerungsdichte | Code INSEE | Postleitzahl |
| ------------------ | -------------- | ---------- | ------------------ | ---------- | ------------ |
| Ancourt            | 697 (2013)     | –          | – Einw./km²        | 76008      | 76370        |
| Belleville-sur-Mer | 865 (2013)     | –          | – Einw./km²        | 76073      | 76370        |
| Berneval-le-Grand  | 1.422 (2013)   | –          | – Einw./km²        | 76081      | 76370        |
| Bracquemont        | 854 (2013)     | –          | – Einw./km²        | 76137      | 76370        |
| Derchigny          | 552 (2013)     | –          | – Einw./km²        | 76215      | 76370        |
| Dieppe             | 30.214 (2013)  | –          | – Einw./km²        | 76217      | 76200        |
| Grèges             | 800 (2013)     | –          | – Einw./km²        | 76324      | 76370        |
| Martin-Église      | 1.536 (2013)   | –          | – Einw./km²        | 76414      | 76370        |

## Bevölkerungsentwicklung
| 1990   | 1999   | 2006   |
| ------ | ------ | ------ |
| 19.336 | 19.555 | 19.240 |